# Гаврилидис, Яннис
Яннис Гаврилидис (греч. Γιάννης Γαβριηλίδης; 1783 — 6 июля 1824) — греческий военачальник, деятель греческой войны за освобождение.

## Биография
Яннис Гаврилидис родился в прибрежном городе Янина на северо-западе Греции. Отец Янниса Николаос был клефтом, он погиб в сражении с турками на Пелопоннесе в 1795 году. В 1819 году Яннис Гаврилидис вступил в отряд Одиссея Андруцоса. Во время Освободительной войны Греции (1821—1829) он проявил свою отвагу в битве при Гравье. Яннис получил известность после сражения при Науплии, после чего стал военачальником. Также он долгое время был, фактически, правой рукой Янниса Гураса.

Погиб Яннис Гаврилидис при Марафонском сражении в июле 1824 года. 